# Macaca cyclopis
Il macaco di Formosa (Macaca cyclopis (Swinhoe, 1862) è un primate della famiglia delle Cercopithecidae, la sola scimmia endemica di Taiwan.

## Descrizione
La lunghezza del corpo è tra 40 e 55 cm, quella della coda tra 25 e 45 cm e il peso è generalmente tra 5 e 10 kg. I maschi sono più grandi delle femmine.
Il colore è tra grigio scuro e marrone sul lato dorsale e più chiaro su quello ventrale.

## Distribuzione e habitat
Come indica il nome questa specie è endemica di Taiwan, e vive in particolare nel nordest e nel sudovest dell'isola.
È diventata una specie invasiva in Giappone.
Vive in zone rocciose con scarsa vegetazione e nella foresta temperata.

## Biologia
L'attività è diurna e viene svolta prevalentemente al suolo. Vive in gruppi che contengono più maschi e femmine adulti. I gruppi una volta erano costituiti in media da 45 individui, ma oggi ne contengono al massimo 10.
La dieta è varia ed è composta frutta, foglie, semi e altri alimenti vegetali, insetti e piccoli vertebrati. Quando la specie viveva nelle zone costiere, dalle quali è stata allontanata dall'uomo, si cibava anche di crostacei.
La gestazione dura circa 165 giorni e si conclude tra aprile e giugno con la nascita di un solo cucciolo. La maturità sessuale è raggiunta tra due e quattro anni. Le femmine trascorrono tutta la vita nel gruppo in cui sono nate, mentre i maschi se ne allontanano al raggiungimento della maturità sessuale.

## Conservazione
La specie è considerata vulnerabile dalla IUCN sia per la distruzione dell'habitat sia per la caccia cui è soggetta. I macachi di Formosa sono cacciati sia per i danni che arrecano alle coltivazioni, sia perché richiesti come animali da laboratorio.